# Parsonsia oligantha
Parsonsia oligantha är en oleanderväxtart som först beskrevs av Karl Moritz Schumann, och fick sitt nu gällande namn av D.J. Middleton. Parsonsia oligantha ingår i släktet Parsonsia och familjen oleanderväxter. Inga underarter finns listade i Catalogue of Life.